# Levu samoënsis
Levu samoënsis är en insektsart som beskrevs av Frederick Arthur Godfrey Muir 1927. Levu samoënsis ingår i släktet Levu och familjen Derbidae. Inga underarter finns listade i Catalogue of Life.